# Hanna Musiolek
Johanna „Hanna“ Musiolek (geboren 27. Januar 1931 in Aussig, Tschechoslowakei; gestorben im 4. Februar 2020) war eine deutsche Modedesignerin und Modegrafikerin.

## Leben und Wirken
Hanna Musiolek entstammt einer wohlhabenden Kaufmannsdynastie in Aussig. Durch den Krieg aus der nordböhmischen Heimat vertrieben, wuchs sie in Mecklenburg auf. Trotz karger Bedingungen ermöglichten ihr die Eltern eine umfangreiche kulturelle Bildung.
Schon früh begann Musiolek aus alten Uniformen Kostüme, Jacken und Hosen zu nähen. Sie absolvierte eine Ausbildung als Damenschneiderin, die sie 1949 beendete. Weil in der Nachkriegszeit dringend Lehrkräfte benötigt wurden, begann sie ein Studium am Institut für Lehrerbildung in Neukloster, verließ es nach einem Jahr jedoch vorfristig und ohne Abschluss. Sie wechselte 1950 an die Textil- und Bekleidungsfachschule Berlin (heute Hochschule für Technik und Wirtschaft Berlin) und studierte bis 1953 Modegestaltung. Im neu gegründeten Modeinstitut der DDR arbeitet sie zwei Jahre lang als Mannequin und Modezeichnerin.
Ab 1955 studierte sie erneut Modegestaltung, aber diesmal an der Hochschule für angewandte Kunst in Berlin-Weißensee. Kurz vor dem Diplom 1958 musste sie die Hochschule aufgrund eines Verweises verlassen. Anschließend folgte eine familiär bedingte Auszeit.
Ihre berufliche Heimat als Zeichnerin und Modegestalterin fand sie ab 1962 nach der Geburt ihrer drei Kinder beim Modeinstitut der DDR. Sie war als Gestalterin und Entwicklerin der Musterkollektionen zuständig für Hemden, Festbekleidung, Berufsbekleidung sowie Sonderkollektionen.
Ab 1969 begleitete sie als Chefgestalterin im VEB Textilkombinat Cottbus die Etablierung und Entwicklung einer Damenkollektion. In der Verbindung von Handwerk, Maschinen und Technologie, neuen Garnen und Ideen für Kollektionen sah sie ihre einjährige Aufgabe als Chefgestalterin in einem Industriebetrieb.
1970 kehrte sie an das Modeinstitut der DDR zurück, wo sie fortan die DDR-Kollektionen für die UdSSR koordinierte. Diese hauptsächlich administrativ-organisatorische und weniger schöpferische Tätigkeit tauschte sie 1973 gegen eine kreative Stelle beim VHB Exquisit, wo sie zunächst als Gestalterin für Modell- und Schnittkonstruktion tätig war.
Zwischen 1975 und 1977 holte sie in einem berufsbegleitenden Abendstudium an der Kunsthochschule Berlin-Weißensee ihr Diplom nach. Nach ihrem Abschluss entwarf sie ab 1977 jährlich zwei Kollektionen „schwere“ Damenoberbekleidung. Entwürfe von Musiolek für den VHB Exquisit wurden mehrfach ausgezeichnet, u. a. 1986 mit dem Designpreis der DDR.
Seit 1954 war sie mit Berndt Musiolek verheiratet. Ihre gemeinsamen Kinder wurden 1958, 1959 und 1961 geboren.
Hanna Musiolek verbrachte ihren Lebensabend in der Nähe von Berlin und verstarb Ende Januar 2020.

## Zeichnerisches Werk
Ihr zeichnerisches Talent setzte Musiolek als Modegestalterin sehr vielfältig ein. Schnittkonstrukteurinnen und -konstrukteure konnten auch flüchtige Skizzen lesen und in Modelle umsetzen. Doch auch die Modegrafik der 1970er- und 1980er-Jahre wurde durch sie geprägt und beeinflusst. Musioleks Modegrafik wurde in Zeitschriften wie Sibylle und Pramo veröffentlicht, ebenso ihre Entwürfe und Modelle.

## Ausstellungen (unvollständig)
- 1962/1963, 1977/1978 und 1987/88: Fünfte Deutsche Kunstausstellung und VIII. und X. Kunstausstellung der DDR, Dresden[5]
- 1979 und 1985: Bezirkskunstausstellung Berlin, Kunsthandwerk/Design
- 2016: Magie des Flüchtigen. Modegrafiken Paris – Berlin 1970–2016. BEST-Sabel Berufsfachschule für Design Berlin[6]
- 2019: Zwischen Schein und Sein. Modegrafik in der DDR 1960–1989. Reinbeckhallen Berlin[7]

## Publikationen
- Annette Blank: Hanna Musiolek. Mode: Ein Leben. Mit Modegrafiken und Zeichnungen 1952–1990 von Hanna Musiolek. Neunplus1, Berlin 2015, ISBN 978-3-936033-47-2
- Ute Lindner (Hrsg.): Zwischen Schein und Sein. Modegrafik 1960–1990. Lehmstedt, Leipzig 2020, ISBN 978-3-95797-113-5, S. 107–113.